# Жизнеспособность и перенос SARS-CoV-2 вне организма
 Жизнеспособность и способы переноса SARS-CoV-2 вне организма  являются одними из основных факторов его вирулентности.

## Общие сведения
Основной характеристикой коронавируса SARS-CoV-2, определяющей жизнеспособность и способы его переноса вне организма является то, что SARS-CoV-2 представляет собой вирус с оболочкой. Липидный бислой оболочки таких вирусов довольно чувствителен к высыханию, повышенной температуре и дезинфицирующим агентам, поэтому такие вирусы легче поддаются стерилизации, чем непокрытые вирусы, хуже выживают вне хозяйской клетки и обычно передаются от хозяина к хозяину.
К настоящему времени, март 2020 года, не существует достаточно полных и достоверных оценок жизнестойкости и сохранения активности вируса вне организма, из-за большого количества влияющих факторов, относительно незначительного времени наблюдения и небольшого количества полученных данных.
Известны следующие оценки.
В соответствии с анализом, проведённым специалистами университета Сунь Ятсена (Чжуншань) оптимальные условия для передачи коронавируса является температура воздуха от 5 до 8 градусов тепла, а также влажность 35-50 процентов.
Такие результаты были получены в ходе анализа пиков заболеваемости в период с 20 января по 4 февраля 2020 года в Китае и еще 26 странах, в общей сложности на основе 24 139 подтвержденных случаев заболевания из которых 68,01 % пациентов были выходцами из провинции Хубэй. При этом были учтены инкубационный период, а также карантинные меры, которые постепенно вводились в разных городах.
Исследование показало, что активность Covid-19 при превышении температуры 8,72 °C шла на спад. При 30 °C его инфекционная скорость становилась нулевой.
В ходе исследований учёные Университета Гонконга выявили, что
коронавирус остается высокостабильным в течение долгого времени при температуре около четырех градусов и при отсутствии дезинфекции его активность начнет снижаться только через 14 дней. При этом вирус не переносит высокие температуры и при 70 градусах дезактивируется в течение пяти минут.
Недавние исследования показали, что новый вирус COVID-19 при стандартном тестировании: нагреве до 60 °С живёт в течение часа. Разрушение при 92 °С происходит через 15 минут.
По их данным, на бумаге вирус не был выявлен уже спустя три часа, на одежде и обработанном дереве вирус держался до двух дней, на стекле — до четырех дней, а на пластике — до семи. На внешней поверхности медицинских масок сохраняется до семи дней, что указывает на необходимость их тщательной дезинфекции.
По результатам исследований нескольких научных центров США вирус может оставаться жизнеспособным в воздухе спустя три часа, на медной поверхности — до четырёх часов, на картоне — 24 часа, на пластике и нержавеющей стали — до двух-трёх дней.